# Hafar al-Batin
Hafar al-Batin (arabisch حفر الباطن, DMG Ḥafar al-Bāṭin), auch als Hafr al-Batin bekannt, ist eine saudi-arabische Stadt in der Provinz asch-Scharqiyya. Sie liegt 430 km nördlich von Riad, 94 km von der Grenze zu Kuwait und etwa 74 km von der Grenze zum Irak entfernt. Die King Khalid Military City befindet sich nahe der Stadt. Die Stadt liegt im trockenen Tal des Wadi al-Batin, das Teil des längeren Tals des inzwischen ausgetrockneten Flusses Wadi ar-Rumma ist, der landeinwärts in Richtung Medina führte und in den Persischen Golf mündete.
Die Bevölkerung lag 2010 bei ca. 270.000. Im Jahr 2010 hatte Hafar al-Batin mehr als 35 Dörfer und Orte in seinem Umland, womit die Gesamtbevölkerung der Agglomeration zwischen 400.000 bis 600.000 Einwohner lag.

## Geschichte
Im 1. Jahrhundert des Islamischen Kalenders (ca. 638 n. Chr.) war das Gebiet von Hafar al-Batin nur eine Route in der Wüste, auf der Pilger nach Mekka reisten, um den Haddsch zu vollenden. Zu dieser Zeit gab es in dieser Region kein Wasser, so dass die Pilger auf einem langen Weg vom heutigen Irak nach Mekka mit Wasservorräten reisen mussten. Während der Regierungszeit von ʿUthmān ibn ʿAffān (644 – 656 n. Chr.) beklagten sich viele Pilger über den Wassermangel, und Abū Mūsā al-Aschʿarī, ein Gefährte des Propheten Mohammed, handelte, indem er neue Brunnen entlang der Route im al-Batin-Tal errichtete. Der Name von Hafar al-Batin, wörtlich „das Loch des al-Batin-Tals“, leitet sich davon ab.

## Infrastruktur
Alle Straßen in der Innenstadt von Hafar al-Batin sind asphaltiert. Sie ist mit einem internationalen Straßennetz verbunden, das Saudi-Arabien mit Kuwait im Osten und den Norden mit der Provinz asch-Scharqiyya verbindet.
Hafar al-Batin verfügt über zwei Flughäfen: den Flughafen Hafar al-Batin mit eingeschränkten Inlandsflügen (IATA: AQI, ICAO: OEPA), etwa 20 km südöstlich, und den ausschließlich für militärische Zwecke genutzten Flughafen King Khalid Military City (IATA: KMC, ICAO: OEKK) ca. 70 km südwestlich. Der nächste inländische internationale Flughafen ist der Flughafen Dammam.

## Klima
Die Temperaturen in Hafar al-Batin reichen von −2 bis 8 Grad Celsius in Winternächten und bis zu 40 bis 50 Grad an Sommertagen. Das Klima ist im Allgemeinen heiß und trocken und es regnet nur in den Wintermonaten. Das Klimaklassifizierungssystem von Köppen-Geiger klassifiziert das Klima als heißes Wüstenklima (BWh).

## Sport
Der Fußballklub al-Batin FC stieg 2016 das erste Mal in die Saudi Professional League auf.